# Kolony
Kolony è il quarto album in studio del DJ statunitense Steve Aoki, pubblicato il 21 luglio 2017 dalla Ultra Music e dalla Dim Mak Records.

## Tracce
1. Kolony Anthem (feat. iLoveMakonnen & Bok Nero) – 2:57
2. Lit (Steve Aoki & Yellow Claw feat. Gucci Mane & T-Pain) – 2:49
3. Without U (Steve Aoki & DVBBS feat. 2 Chainz) – 3:44
4. How Else (feat. Rich the Kid & iLoveMakonnen) – 2:52
5. Been Ballin (feat. Lil Uzi Vert) – 3:00
6. Night Call (feat. Lil Yachty & Migos) – 4:00
7. $4,000,000 (Steve Aoki & Bad Royale feat. Ma$e & Big Gigantic) – 3:14
8. If I Told You That I Love You (feat. Wale) – 3:15
9. No Time (Steve Aoki & Bad Royale feat. Jimmy October) – 2:39
10. Thank You Very Much (Steve Aoki & Ricky Remedy feat. Sonny Digital) – 3:13

Tracce bonus nell'edizione giapponese
1. How Else (feat. Rich the Kid & iLoveMakonnen) (David Guetta Remix) – 4:55
2. How Else (feat. Rich the Kid & iLoveMakonnen) (Kayzo Remix) – 4:12
3. How Else (feat. Rich the Kid & iLoveMakonnen) (Late Remix) – 3:56

## Classifiche
| Classifica (2017)              | Posizione massima |
| ------------------------------ | ----------------- |
| Stati Uniti                    | 195               |
| Stati Uniti (dance/electronic) | 5                 |